# Грюнвальдер (стадіон)
Грюнва́льдер (нім. Städtisches Stadion an der Grünwalder Straße) — футбольний і легкоатлетичний стадіон у німецькому місті Мюнхен. Відкритий 1911 року. Стадіон є домашньою ареною футбольних клубів «Баварія II» та «Мюнхен 1860 II».